# Cratere Sylvester
Sylvester è un cratere lunare situato vicino al Polo Nord lunare, nella zona di librazione. Giace a sud-sudest del cratere Hermite; a sud di Sylvester vi è cratere Pascal. A causa della sua posizione, Sylvester riceve la luce solare ad un angolo molto basso.
Il cratere è abbastanza circolare, con un bordo a strapiombo poco usurato. Non vi sono crateri degni di nota lungo il bordo, sebbene Sylvester si inserisca in un piccolo cratere poco profondo a sudest. Il fondo è piatto, ma punteggiato da diversi piccoli crateri. Nel mezzo vi è un piccolo picco centrale.
Prende il nome dal matematico britannico James Joseph Sylvester.

## Crateri correlati
Alcuni crateri minori situati in prossimità di Sylvester sono convenzionalmente identificati, sulle mappe lunari, attraverso una lettera associata al nome.
| Sylvester | Latitudine | Longitudine | Diametro |
| --------- | ---------- | ----------- | -------- |
| N         | 82,4° N    | 67,3° O     | 20 km    |